# Čestin
Čestin är ett samhälle i Montenegro. Det ligger i den norra delen av landet. Čestin ligger 932 meter över havet och antalet invånare är 116.
Terrängen runt Čestin är kuperad, och sluttar norrut. I omgivningarna runt Čestin växer i huvudsak blandskog.